# Bert Head
Bertram James Head, detto Bert (Midsomer Norton, 6 giugno 1916 – Reading, 4 febbraio 2002), è stato un calciatore, allenatore di calcio e dirigente sportivo inglese, di ruolo difensore.

## Carriera

### Giocatore
Dopo aver iniziato la propria carriera agonistica tra le file del Welton United, nell'ottobre 1936 si trasferisce ufficialmente al Torquay United, con cui debuttò ufficialmente il 7 novembre dello stesso anno, in una gara contro l'Aldershot. Dopo lo stop del campionato per via della Seconda guerra mondiale, Head venne utilizzato principalmente come titolare nel ruolo di difensore centrale. Con il club collezionò più di 200 presenze prima di trasferirsi al Bury nel febbraio 1952. Dopo 22 presenze totali decise di ritirarsi dal calcio giocato e di intraprendere la carriera manageriale

### Allenatore e dirigente
Dopo alcuni anni da capo scout al Bury, nell'ottobre 1956 ottiene il suo primo incarico da allenatore professionista sulla panchina dello Swindon Town. La sua stagione d'esordio non fu delle migliori, poiché il club si ritrovò relegato al penultimo posto e costretto a fare domanda per la rielezione al campionato. Successivamente la squadra venne iscritta alla neonata Fourth Division, competizione in cui lo Swindon raggiunse il quarto posto aggiudicandosi la promozione in Third Division. In quel periodo Head si distinse per la creazione di un settore giovanile molto promettente che avrebbe formato giocatori del calibro di John Trollope, Mike Summerbee, Rod Thomas e Don Rogers. Grazie proprio alla creazione di questo vivaio, nella stagione 1963-1964 il Town ottenne la sua prima promozione in Second Division. L'annata 1964-1965 fu molto complicata per la squadra di Head, che continuava giornata dopo giornata a perdere tasselli importanti per infortunio. Il destino della squadra si sarebbe deciso in uno scontro con il Portsmouth, in lotta assieme allo Swindon per la salvezza. Lo scontro venne poi vinto dal Portsmouth che, grazie ad un pareggio la giornata successiva, si garantì la salvezza condannando il Town alla retrocessione. Nell'agosto 1965 Head venne ufficialmente esonerato dalla dirigenza.
Poco dopo Head decise di fare ritorno al Bury nelle vesti di tecnico, lasciando tuttavia l'incarico nell'aprile 1966 per accasarsi sulla panchina del Crystal Palace. Sebbene avesse risorse finanziarie limitate a sua disposizione  guidò il Palace nella massima serie nel 1969 per la prima volta nella sua storia, mantenendola per le seguenti tre stagioni. Nel marzo del 1973 venne promosso a direttore generale della squadra con un contratto valido fino alla fine della stagione; la guida tecnica della squadra fu poi affidata a Malcolm Allison. Head lasciò il Crystal Palace nel maggio dello stesso anno per approdare sulla panchina del Bath City. Nel gennaio 1975 lascia ufficialmente la panchina del club per entrare a far parte dello staff dirigenziale del club.